# Saint-Nicolas-des-Bois (Orne)
Saint-Nicolas-des-Bois és un municipi francès situat al departament de l'Orne i a la regió de Normandia. L'any 2007 tenia 254 habitants.

## Demografia

### Població
El 2007 la població de fet de Saint-Nicolas-des-Bois era de 254 persones. Hi havia 96 famílies de les quals 20 eren unipersonals (8 homes vivint sols i 12 dones vivint soles), 32 parelles sense fills, 40 parelles amb fills i 4 famílies monoparentals amb fills.
La població ha evolucionat segons el següent gràfic:
Habitants censats

### Habitatges
El 2007 hi havia 117 habitatges, 99 eren l'habitatge principal de la família, 8 eren segones residències i 9 estaven desocupats. Tots els 117 habitatges eren cases. Dels 99 habitatges principals, 83 estaven ocupats pels seus propietaris, 15 estaven llogats i ocupats pels llogaters i 1 estava cedit a títol gratuït; 1 tenia una cambra, 3 en tenien dues, 17 en tenien tres, 27 en tenien quatre i 52 en tenien cinc o més. 80 habitatges disposaven pel capbaix d'una plaça de pàrquing. A 32 habitatges hi havia un automòbil i a 63 n'hi havia dos o més.

### Piràmide de població
La piràmide de població per edats i sexe el 2009 era:
| Homes | Edats   | Dones |
| ----- | ------- | ----- |
| 0     | 95 o +  | 0     |
| 0     | 90 a 94 | 0     |
| 0     | 85 a 89 | 0     |
| 4     | 80 a 84 | 0     |
| 0     | 75 a 79 | 4     |
| 8     | 70 a 74 | 0     |
| 0     | 65 a 69 | 8     |
| 8     | 60 a 64 | 8     |
| 8     | 55 a 59 | 4     |
| 4     | 50 a 54 | 8     |
| 16    | 45 a 49 | 4     |
| 4     | 40 a 44 | 16    |
| 8     | 35 a 39 | 4     |
| 12    | 30 a 34 | 12    |
| 8     | 25 a 29 | 8     |
| 8     | 20 a 24 | 0     |
| 8     | 15 a 19 | 12    |
| 4     | 10 a 14 | 4     |
| 12    | 5 a 9   | 4     |
| 4     | 0 a 4   | 16    |

## Economia
El 2007 la població en edat de treballar era de 161 persones, 123 eren actives i 38 eren inactives. De les 123 persones actives 119 estaven ocupades (64 homes i 55 dones) i 4 estaven aturades (1 home i 3 dones). De les 38 persones inactives 13 estaven jubilades, 15 estaven estudiant i 10 estaven classificades com a «altres inactius».

### Ingressos
El 2009 a Saint-Nicolas-des-Bois hi havia 103 unitats fiscals que integraven 267 persones, la mediana anual d'ingressos fiscals per persona era de 18.974 €.

### Activitats econòmiques
Dels 5 establiments que hi havia el 2007, 1 era d'una empresa alimentària, 1 d'una empresa de fabricació d'altres productes industrials, 1 d'una empresa de construcció, 1 d'una empresa de serveis i 1 d'una empresa classificada com a «altres activitats de serveis».
L'únic servei als particulars que hi havia el 2009 era un guixaire pintor.
L'any 2000 a Saint-Nicolas-des-Bois hi havia 11 explotacions agrícoles que ocupaven un total de 360 hectàrees.

## Poblacions més properes
El següent diagrama mostra les poblacions més properes.